# Riccardo Quinto
Riccardo Quinto (Pieve di Cadore, 11 marzo 1961 – Conegliano, 3 agosto 2014) è stato uno storico della filosofia italiano.

## Biografia
Diplomatosi al Liceo classico di Conegliano, si iscrisse all'Università Cattolica del Sacro Cuore di Milano, dove conseguì nel 1984 la laurea e nel 1990 il dottorato di ricerca in Filosofia, avendo in entrambi i casi come relatore Angelo Pupi. Proseguì la sua formazione con soggiorni di studio a Monaco di Baviera e Copenaghen (Institut du Moyen Âge Grec et Latin) e presso l'Università Cattolica di Lovanio e l'Università Cattolica di Louvain-la-Neuve.
Vinto il concorso ordinario come insegnante di Italiano, Storia ed Educazione civica, Geografia nella scuola media inferiore, dal 1995 al 1998 fu preside della Scuola Italiana di Winterthur (Svizzera). Nel 1998 prese servizio come ricercatore di Storia della Filosofia presso la Facoltà di Scienze della Formazione dell'Università di Padova, dove nel 2006 diventò professore associato nel medesimo ambito. Interruppe l'insegnamento universitario nel 2013 per motivi di salute.

Fu membro del Centro Interdipartimentale per Ricerche di Filosofia Medievale “Carlo Giacon” dell'Università di Padova, ora CIRFIM, che diresse dal 2005 al 2008, e del consiglio di presidenza (Vorstand) dell'Internationale Gesellschaft für Theologische Mediävistik (IGTM), per la quale svolse i compiti di Publications Manager. Direttore responsabile di Medioevo. Rivista di Storia della Filosofia medievale (Padova) e co-editor di Medieval Sermon Studies (Leeds), Quinto fece inoltre parte del comitato di redazione di Archa Verbi. Yearbook for the Study of Medieval Theology e della collana “Sermo”. Studies on Patristic, Medieval, and Reformation Sermons and Preaching (Turnhout).

L'ambito principale delle ricerche di Quinto, contrassegnate dall'adozione di un rigoroso metodo filologico, è costituito dalla letteratura teologica latina protoscolastica (tardo XII secolo - primo XIII secolo) e specialmente dall'opera teologica di Stefano Langton. Quinto inoltre studiò la storia del concetto di “scolastica”, dalle origini sino al XVIII secolo.

## Opere principali
- «“Timor” e “timiditas”. Note di lessicografia tomista», Rivista di Filosofia neo-scolastica 77 (1985), 387-410
- «Latino patristico e latino scolastico. Dalla comprensione della lingua all'interpretazione del pensiero», Rivista di Filosofia Neo-Scolastica 80 (1988), 115-123
- «Un testo inedito di Stefano Langton sui quattro sensi della Scrittura (ms. Venezia, Archivio di S. Maria della Fava, 43)», in Contributi al corso di storia della filosofia, Milano: Pubblicazioni dell'I.S.U. - Università Cattolica, 1989, 169-199
- «Stefano Langton e i quattro sensi della Scrittura», Medioevo 15 (1989), 67-109
- Formulazioni scolastiche della tradizione nell'opera di Stefano Langton (1155ca-1228), dissertazione per l'ottenimento del titolo di dottore della ricerca in filosofia, discussa presso il Ministero della Ricerca Scientifica e Tecnologica (Roma, 16 ottobre 1990), 3 voll.
- «Il “timor reverentialis” nella lingua della scolastica», Archivum Latinitatis Medii Aevi 48-49 (1990), 103-143
- «Die “Quaestiones” des Stephan Langton über die Gottesfurcht (Eingeleitet und herausgegeben von R.Q.)», Cahiers de l'Institut du Moyen Âge Grec et Latin 62 (1992), 77-165
- «Un Data-Base per le Quaestiones medievali: Il catalogo delle “Quaestiones theologiae” di Stefano Langton», Studi medievali, III serie, 34 (1993), 815-822
- “Doctor Nominatissimus”. Stefano Langton (†1228) e la tradizione delle sue opere, Münster: Aschendorff, 1994 (Beiträge zur Geschichte der Philosophie und der Theologie des Mittelalters. Neue Folge, 39)
- «Per la storia del trattato tomistico “de passionibus animi”. Il “timor” nella letteratura teologica fra il 1200 e il 1230ca», in E. Manning (ed.), Thomistica, Leuven: Peeters, 1995, 35-87
- «The Influence of Stephen Langton on the Idea of the Preacher in Humbert of Romans “De eruditione praedicatorum” and Hugh of St.-Cher's “Postille” on the Scriptures», in K. Emery, Jr. - J. Wawrikow (ed.), Christ among the Medieval Dominicans: Representations of Christ in the Texts and Images of the Order of the Preachers, Notre Dame [Ind.]: The University of Notre Dame Press, 1998, 49-91
- «Hugh of St.-Cher's Use of Stephen Langton», in S. Ebbesen - R. L. Friedman (ed.), Medieval Analyses in Language and Cognition. Acts of the Symposium ‘The Copenhagen School of Medieval Philosophy, January 10-13, 1996, Copenhagen: The Royal Danish Academy of Sciences and Letters, 1999 (Historisk-filosofiske Meddelelser), 281-300
- «Le “scholae” del medioevo come comunità di sapienti», Studi Medievali, III serie, 42 (2001), 739-763
- “Scholastica”. Storia di un concetto, Padova: Il Poligrafo 2001 (Subsidia Mediaevalia Patavina, 2)
- «“Lectio, disputatio, praedicatio”: la triade dell'esercizio scolastico secondo Tommaso d'Aquino», Bollettino della Società Filosofica Italiana 176 (maggio-agosto 2002), 30-42
- «Le Commentaire des Sentences d'Hugues de St.-Cher et la littérature théologique de son temps», in L.-J. Bataillon OP - G. Dahan - P.-M. Gy OP (éd.), Hugues de Saint-Cher (†1263), bibliste et théologien, Turnhout: Brepols, 2004, 299-324
- «Stephen Langton: Theology and Literature of the Pastoral Care», in B.-M. Tock (éd.), “In principio erat uerbum”. Mélanges offerts en hommage à Paul Tombeur par des anciens étudiants à l'occasion de son émeritat, Turnhout: F.I.d.E.M. - Brepols, 2005 (Textes et Etudes du Moyen-Age, 25), 301-355
- «La teologia dei maestri secolari di Parigi e la primitiva scuola domenicana», in G. Bertuzzi (ed.), L'origine dell'Ordine dei Predicatori e l'Università di Bologna, Bologna: Edizioni Studio Domenicano, 2006 (Philosophia, 32) = Divus Thomas 44 (2006), 81-104
- Manoscritti medievali nella Biblioteca dei Redentoristi di Venezia (S. Maria della Consolazione, detta “Della Fava”). Catalogo dei manoscritti. Catalogo dei sermoni - Identificazione dei codici dell'antica biblioteca del convento domenicano dei SS. Giovanni e Paolo di Venezia, con una prefazione di L.-J. Bataillon, Padova: Il Poligrafo, 2006 (Subsidia Mediaevalia Patavina, 9)
- «Teologia dei maestri secolari e predicazione mendicante: Pietro Cantore e la “Miscellanea del codice del tesoro”», Il Santo. Rivista francescana di Storia Dottrina Arte 46 (2006), 335-384
- «Peter the Chanter and the “Miscellanea del Codice del Tesoro” (Etymology as a Way for Constructing a Sermon)», in R. Andersson (ed.), Constructing the Medieval Sermon, Turnhout: Brepols, 2007 (Sermo, 6), 33-81
- «Dalla discussione in aula alla “Summa quaestionum theologiae” di Stefano Langton: Testi sul timore di Dio dal ms. Paris, BnF, lat. 14526 ed Erlangen, Universitätsbibliothek-Hauptbibliothek, 260», Rivista di Storia della Filosofia 64 (2009), 363-398
- «“Teologia allegorica” e “teologia scolastica” in alcuni commenti all'“Historia scholastica” di Pietro Comestore», Archa Verbi. Yearbook for the Study of Medieval Theology 6 (2009), 67-101
- L.-J. Bataillon † - N. Bériou - G. Dahan - R. Quinto (éd.), Étienne Langton, prédicateur, bibliste, théologien. Actes du Colloque International, Paris, 13-15 septembre 2006, Turnhout: Brepols, 2010 (Bibliothèque d'Histoire Culturelle du Moyen Age, 9)
- Stephen Langton, Quaestiones Theologiae, Liber I, ed. by R. Quinto - M. Bieniak, Oxford: Oxford University Press, 2014 (Auctores Britannici Medii Aevi, 22)